# Sidoharjo (Pati)
Sidoharjo is een bestuurslaag in het regentschap Pati van de provincie Midden-Java, Indonesië. Sidoharjo telt 2628 inwoners (volkstelling 2010).